# Pseudocatharylla artemida
Pseudocatharylla artemida là một loài bướm đêm trong họ Crambidae.